# The Truth
The Truth (укр. правда) — третій сингл шведського репкор-гурту Clawfinger з альбому Deaf Dumb Blind 1993 року.
Було видано 10 версій цього синглу під різними лейблами. Офіційно до синглу входять 4 композиції.

## Відеокліп
Офіційне відео було представлено 1993 року як другий кліп гурту. На відео показано учасників гурту, зв'язаних мотузками. На інших кадрах — звичайна гра гурту. Під час виконання приспіву Заком Теллом навколо нього кружляють слова з пісні.

## Трек-лист
- 1 The Truth 4:12
- 2 Get It 4:43
- 3 Love 3:01
- 4 Don't Get Me Wrong 3:12